# 罗彭
罗彭是奥地利蒂罗尔州伊姆斯特县的一个市镇。总面积30.86平方公里，总人口1664人，人口密度53.9人/平方公里（2012年）。